# 比奇頓 (喬治亞州)
比奇頓（英語：Beachton）是位於美國喬治亞州格雷迪縣的一個非建制地區。該地的面積和人口皆未知。

## 地理
比奇頓的座標為30°43′38″N 84°08′23″W / 30.72722°N 84.13972°W，而該地的平均海拔高度為84米（即276英尺）。